# University of Richmond
University of Richmond är ett lärosäte i utkanten av Richmond, Virginia, USA. University of Richmond är ett privat lärosäte och har ett stort fokus på studier vid grundnivå. Universitetet anses vara ett "liberal arts college" och rankas genomgående högt i nationella sammanställningar. Universitet har cirka 4.000 studenter uppdelade på fem skolor: School of Arts and Sciences, the E. Claiborne Robins School of Business, the Jepson School of Leadership Studies, TC Williams School of Law samt School of Continuing Studies. Universitet grundades redan 1830 och under det amerikanska inbördeskriget användes universitets byggnader som sjukhus och kaserner för konfedererade amerikanska trupper. Universitetet har blivit utnämnt till USA:s 12e bästa privata universitet år 2011.
Universitet har en tydlig internationell profil och har ett stort utbyte med många prestigefulla universitet runt om i världen, bl.a. London School of Economics, University of Oxford, Handelshögskolan i Stockholm, Bocconi University och Sciences Po. University of Richmond har även ett mycket aktivt studentliv med över 250 studentföreningar och starka traditioner. 
The E. Claiborne Robins School of Business har blivit rankad nummer tolv av de bästa Undergraduate Business Schools i USA.
The T.C. Williams School of Law vid University of Richmond har i mars 2011 blivit utsedd till USA:s 67e bästa Law School.